# 포레스트: 죽음의 숲
《포레스트: 죽음의 숲》(영어: The Forest)은 영국과 미국의 2016년 호러 영화이다. 제이슨 자다 연출, 빌 케타이, 닉 앤토스카, 세라 콘월 각본으로 내털리 도머과 테일러 키니가 출연하였다. 미국에서는 2016년 1월 8일, 영국에서는 2월 26일 개봉하였다. 일본 후지산의 유명한 자살 명소 아오키가하라 숲을 배경으로 자신의 쌍둥이 동생을 찾기 위해 고군분투하는 여성의 이야기이다.

## 출연
- 내털리 도머 - 세라 프라이스 / 제스 프라이스
- 테일러 키니 - 에이든
- 오언 매컨 - 롭
- 스테퍼니 보그트 - 밸러리
- 오자와 유키요시 - 미치
- 다카사키 리나 - 호시코
- 사쿠라 노리코 - 마유미
- 야마시타 유호 - 사쿠라
- 제임스 오언 - 피터